# 塞拉利昂议会
塞拉利昂议会（英語：Parliament of Sierra Leone）是塞拉利昂的国家立法机关。塞拉利昂议会实行一院制，由124名议员组成。每届议会任期5年。现任议长是谢库·巴达拉·巴希鲁·敦布亚（Sheku Badara Bashiru Dumbuya）。